# Noah Beery
Noah Nicholas Beery (17 de janeiro de 1882 – 1 de abril de 1946) foi um ator norte-americano que apareceu em filmes mudos entre 1913 e 1945.

## Filmografia parcial
- The Influence of a Child (1913)
- The Whispering Chorus (1918)
- The Valley of the Giants (1919)
- In Mizzoura (1919)
- The Heart Specialist (1922)

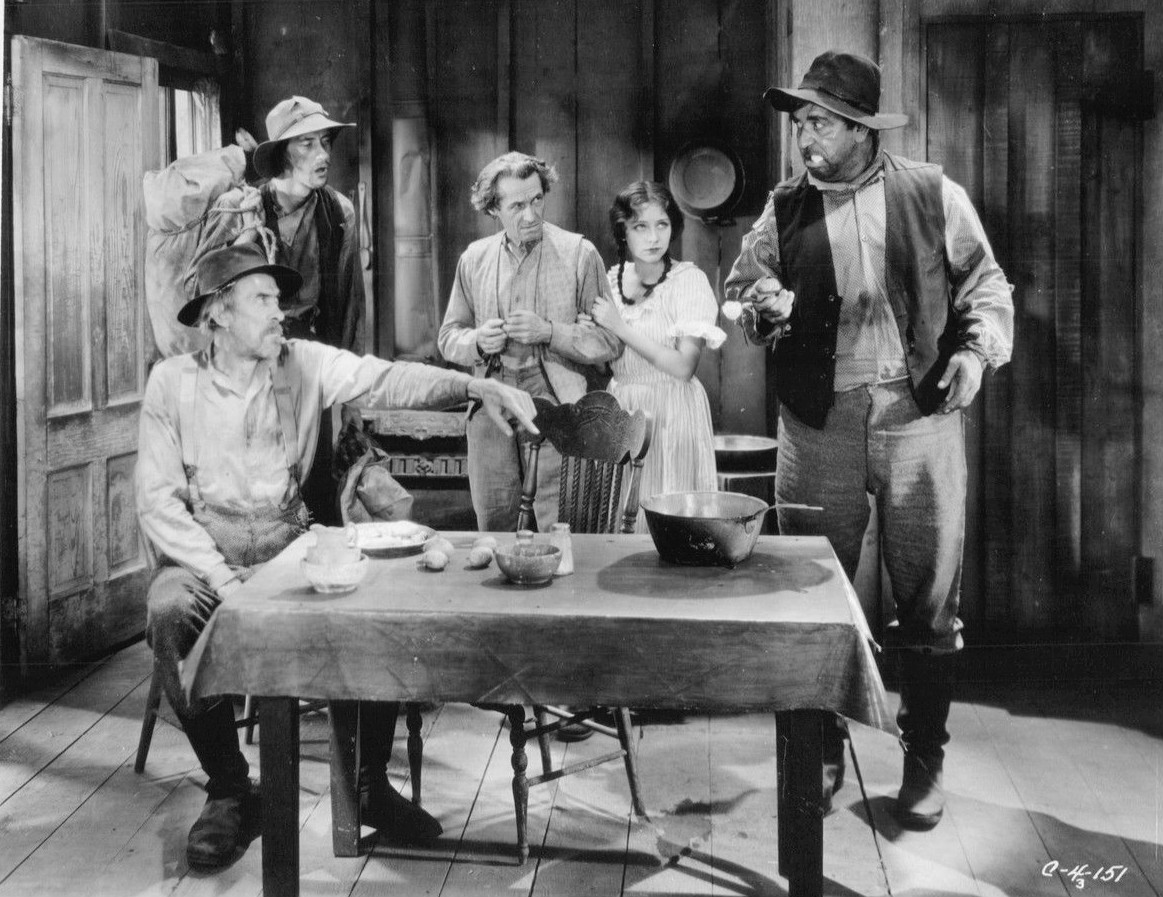
Cena do filme Tol'able David (1930)

- I Am the Law (1922) com Wallace Beery
- Omar the Tentmaker (1922) com Boris Karloff
- The Power of Love (1922)
- Ebb Tide (1922)
- Song of the Flame (1930)
- Oh, Sailor, Behave! (1930)
- To the Last Man
- Barbary Coast Gent (1944) com Wallace Beery e Chill Wills
- This Man's Navy (1945) com Wallace Beery
- Sing Me a Song of Texas (1945) com Tom Tyler